# Tomapoderopsis cyclops
Tomapoderopsis cyclops es una especie de coleóptero de la familia Attelabidae.

## Distribución geográfica
Habita en Bután, Birmania y China.